# Second Tour (album)
Pour les articles homonymes, voir Second Tour.
Albums de Zebda
Utopie d'occase
(2002) Comme des cherokees
(2014)
Singles
Second Tour est le cinquième album studio du groupe français Zebda sorti le 23 janvier 2012 sur le label Barclay Records.

## Historique de l'album
Cet album paraît presque dix ans après le précédent et une période de mise en sommeil du groupe. Malgré le départ du guitariste Pascal Cabero et du batteur Vincent Sauvage, ce disque s'inscrit dans la volonté des membres de Zebda de retravailler ensemble mais aussi dans un contexte d'engagement artistique et politique à l'approche de l'élection présidentielle de 2012. Interrogé sur ce sujet Mouss Amokrane déclare « Comme on assiste, en ce moment, à une régression sociale à plein de niveaux, sur des thèmes qui nous sont chers, s'ajoute à notre désir personnel de refonder le groupe, un besoin de parole fort, plein de révoltes et de convictions. »
Le titre de l'album joue de l'interprétation quant au second tour de l'élection mais également de la réunion du groupe pour un « second tour de piste », après leurs succès des années 1990, comme le suggère la pochette du disque. Les thèmes des chansons sont politiquement engagés sur les questions de racisme, d'immigration, de laïcité et de religion,.
En quelques semaines l'album a atteint les 50 000 ventes et obtient un disque d'or, ce qui constitue une bonne performance au regard des dix ans qui séparent ce disque du précédent opus du groupe, montrant ainsi qu'il conserve une certaine popularité.

## Pochette

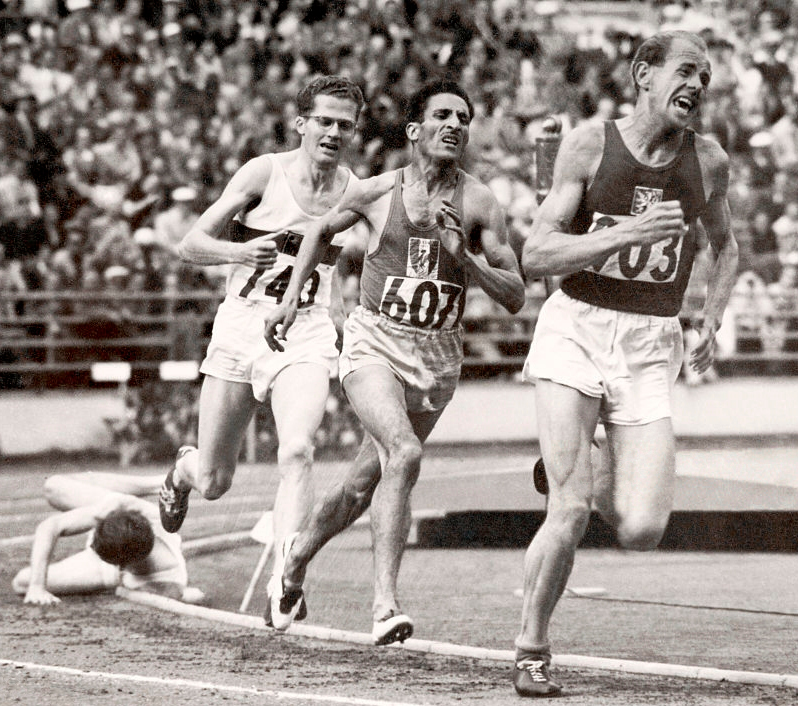
La photo originale de 1952 représentant Herbert Schade, Alain Mimoun, Emil Zátopek.

La pochette est un dessin réalisé d'après une photo représentant les coureurs de fond Herbert Schade, Alain Mimoun et Emil Zátopek lors du 5 000 mètres des Jeux olympiques à Helsinki en 1952. L'intérêt de Zebda pour la course de fond, déjà présente à travers la mention de Zatopek dans la chanson Y'a pas d'arrangement de l'album Essence ordinaire, témoigne de la volonté d'inscrire dans la durée leurs revendications. La photo a été proposée par Mustapha Amokrane lors d'une réflexion commune sur le choix de la pochette.

## Liste des titres
1. Les Deux Écoles – 3 min 59 s
2. Le Dimanche autour de l'église – 4 min 06 s
3. Un je ne sais quoi – 3 min 22 s
4. Le Théorème du châle – 3 min 55 s
5. J'suis pas – 3 min 32 s
6. Harragas (les brûlés) – 4 min 29 s
7. Tu peux toujours courir – 3 min 39 s
8. La Promesse faite aux mains – 3 min 48 s
9. La Chance – 3 min 53 s
10. Les Proverbes – 3 min 59 s
11. Le Talent – 4 min 02 s
12. La Correction – 4 min 25 s